# Castillo de Sajazarra
El castillo de Sajazarra es una fortificación localizada en el municipio español de Sajazarra (La Rioja). Originaria del siglo XV, ocupa el lugar que  estuvo reservado para un castillo anterior edificado entre los siglos XII y XIII. Fue un punto defensivo clave para la Corona de Castilla, aunque a lo largo de los siglos ha sufrido diversas remodelaciones para darle una funcionalidad de palacio, llevada en buena parte por la Casa de Velasco. Actualmente, se encuentra protegido bajo la Ley de Patrimonio Histórico Español y es de propiedad privada, pues alberga una bodega. 

## Historia

### Origen y tenencias
Sajazarra es una localidad marcada por su carácter histórico militar. Fue fortificada entre los siglos XII y XIII, llegando a ser una de las más importantes líneas de defensa de la Corona de Castilla. Tuvo una primitiva fortificación, construida a partir del siglo XIII, pero que luego fue destruida para acoger el actual castillo, del siglo XV. Se sabe que en 1463 la fortaleza se encontraba en obras, siendo dueño don Alfonso de Saavedra. Desde 1466 y hasta, por lo menos, 1484, se sabe que era señor del castillo don Lope Sánchez de Otalora. A finales de este siglo, la villa de Sajazarra se transformó en el señorío de los Velasco, por lo que el edificio cumplió las funciones de residencia y palacio para sus propietarios. Era, junto al castillo de Davalillo, una de las zonas en las que se efectuaban disputas entre la familia de los Velasco y los Manrique de Lara. Ya en el siglo XVI, se conoce que eran alcaides del castillo Antonio de Guinea en 1500, Lope de Valencia en 1506 y 1509, y Juan Sáenz de Llorengoz hacia 1530. En el siglo XVII, más concretamente en 1633, se llevó a cabo una reparación efectuada por el carpintero Díaz de Soto, por orden de Pedro de Ocarranca.

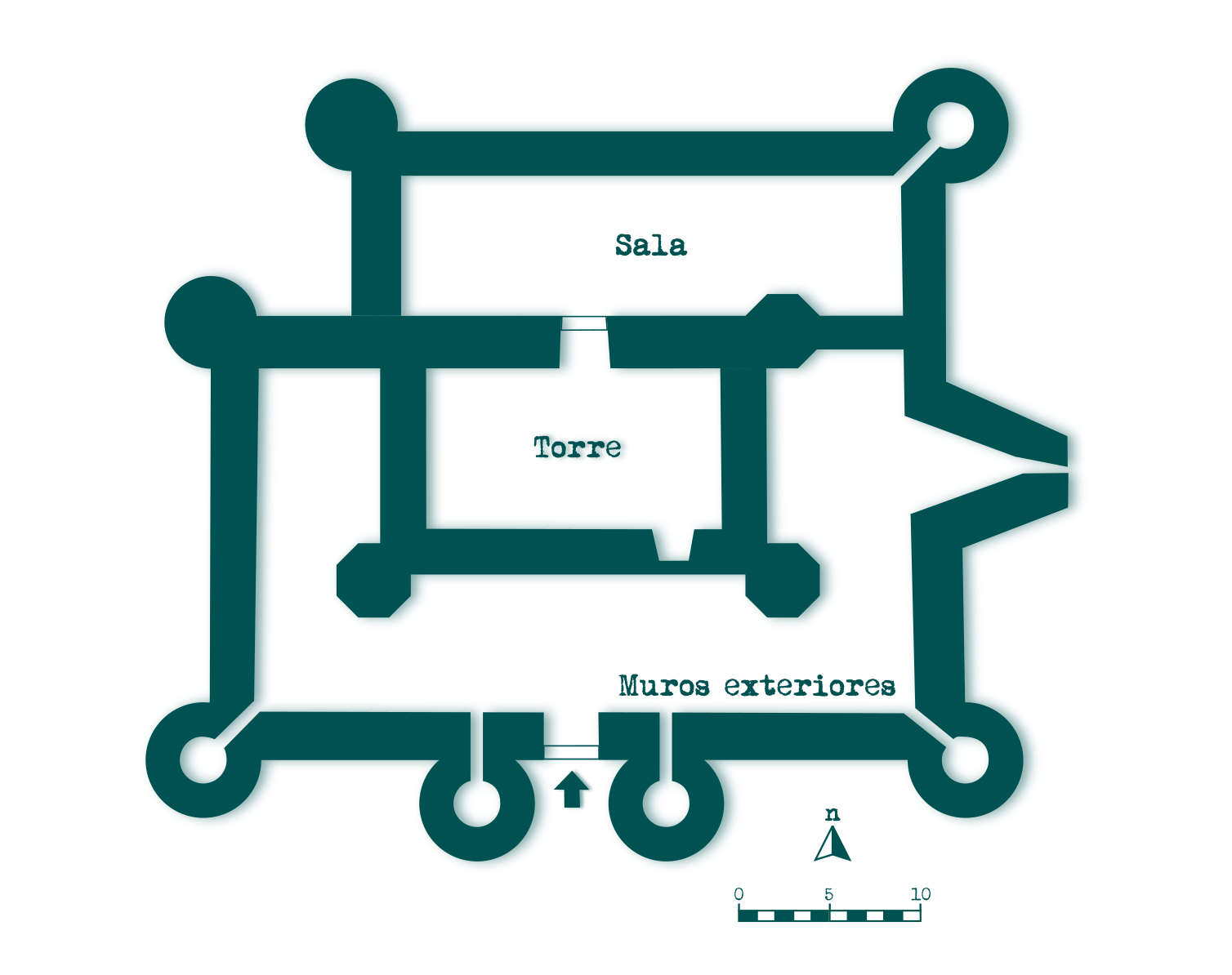
Representación esquematizada de la planta del castillo

### Actualidad

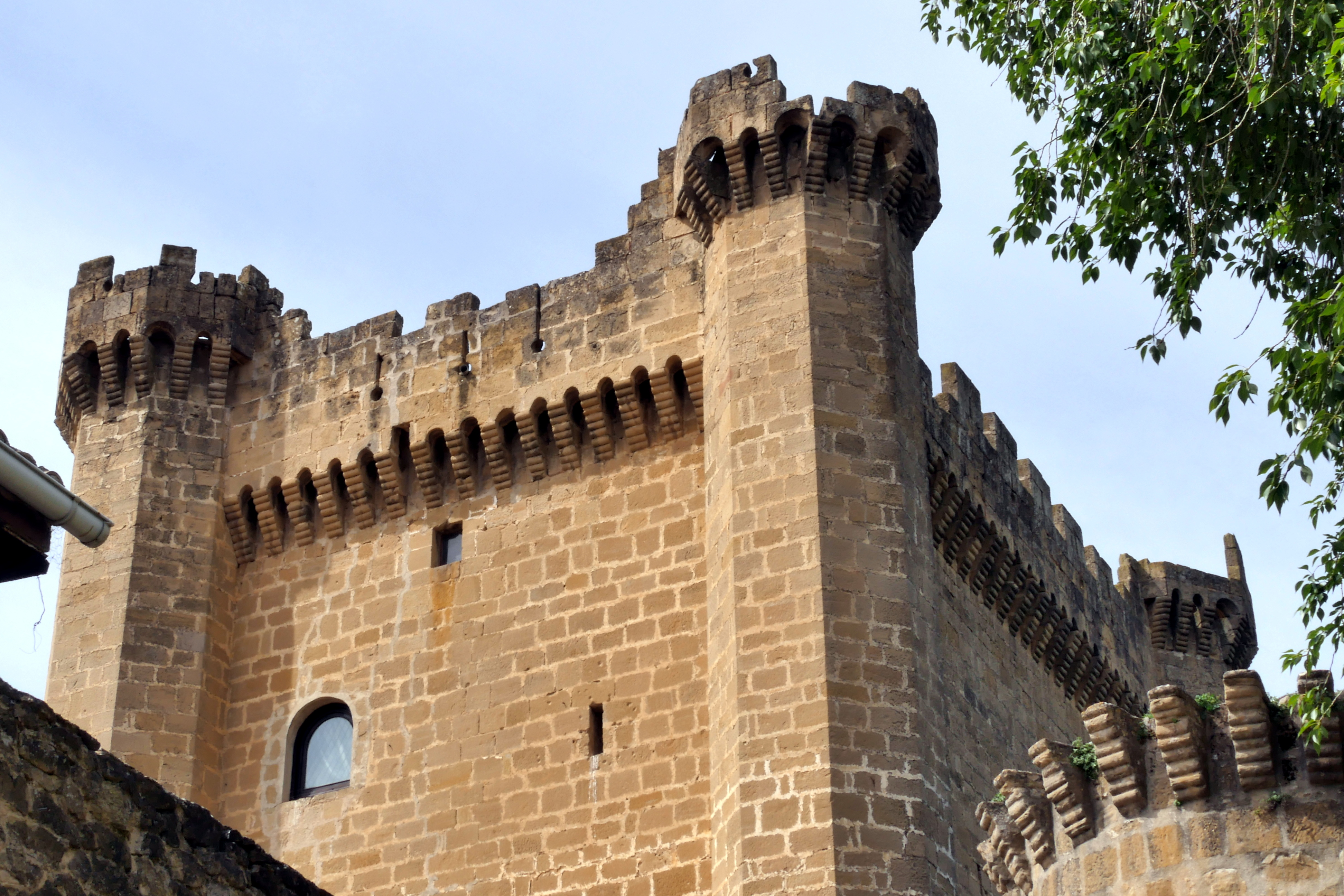
Detalle del muro oriental de la torre

En 1949, el castillo se declaró bajo la protección del Decreto del 22 de abril de 1949 sobre la protección de los castillos españoles.Se sabe que en el año 1956 la torre sufrió un desplome, lo que la dejó en un estado bastante ruinoso. Sin embargo, en 1970, siendo propietario del castillo don Alfonso Líbanos Pérez Ullibari, se llevó a cabo una remodelación de la fortaleza durante dicho año y el siguiente. Fueron reconstruidas las cuatro plantas de la torre del homenaje y las líneas generales de las estancias del castillo. Tres años después, en 1973, la familia funda una bodega llamada Castillo de Sajazarra, situada actualmente en el edificio y sus recintos aledaños. Desde 1985, el edificio se encuentra al amparo de la Ley sobre el Patrimonio Histórico Español.

## Características
La fortaleza se encuentra íntegramente construida en sillares de piedra, escuadrados y unidos mediante cal y mampostería. Siguiendo el esquema de la planta, podemos apreciar tres partes diferenciadas: la torre del homenaje, el recinto que la rodea y una sala adosada al muro norte, que comparten la torre y el vano del recinto. La torre del homenaje es de planta rectangular y con torreones octogonales en sus esquinas. Tanto el edificio principal como los torreones se encuentran rematados por almenas rectangulares y un matacán corrido, que cuentan con la presencia de troneras aspilleradas. Originalmente, la torre contó con cuatro plantas, teniendo la última bóveda de cañón apuntado. Sin embargo, el edificio sufrió un considerable desplome en 1956, lo que puso fin a esta disposición.
En cuanto al recinto que rodea la torre, este también es de planta rectangular. Los ángulos de sus muros se encuentran flanqueados de cubos huecos, rematados con una cubierta plana de piedra, a los que debemos de añadir los dos localizados a cada lado de la puerta de acceso. Esta se sitúa en el muro sur del edificio y cuenta con un arco apuntado y un matacán corrido. El espacio libre entre la torre del centro y los muros que la rodean da lugar al patio, en el que debió de haber un foso que se encuentra cubierto actualmente. En el lienzo del muro oriental, se abre un espolón defensivo de forma triangular. Alrededor de todos los muros, podemos encontrar elementos defensivos como saeteras con troneras redondas. 
Finalmente, debemos referirnos a la sala que se encuentra adosada en el muro norte, también de planta rectangular. Está cubierta con bóveda de cañón y cuenta con seis arcos fajones de sillería. Se accede desde la torre del homenaje y, en la planta baja de la sala, existe un sótano bajo la torre.